# Seznam slovenskih literarnih revij
- Slovenska bčela. Celovec, 1850–53. Ur. Anton Janežič.
- Glasnik slovenskega slovstva. Celovec, 1845. Ur. Anton Janežič.
- Slovenski glasnik. Celovec, 1858–68. Ur. Anton Janežič.
- Besednik. Celovec, 1869–78.
- Glasnik. Maribor, 1869. Ur. Josip Jurčič.
- Zvon. Dunaj, 1870, 1876–80. Ur. Josip Stritar.
- Zora. Maribor, 1872–78. Ur. Davorin Trstenjak, Janko Pajk.
- Ljubljanski zvon. Ljubljana, 1881–87. Ur. Fran Levec, Anton Aškerc, Oton Župančič idr.
- Kres. Celovec, 1881–86. Ur. Jakob Sket.
- Slovan. Ljubljana, 1884–87. Ur. Anton Trstenjak, Ivan Tavčar.
- Dom in svet. Ljubljana, 1888–1944. Ur. Frančišek Lampe, Evgen Lampe, Izidor Cankar,  France Koblar idr.
- Slovanski svet. Ljubljana, Trst, Dunaj, 1888–99.
- Slovenka. Trst, 1897–1902. Ur. Marica Bartol-Nadišek, Ivanka Anžič Klemenčič.
- Naši zapiski. Ljubljana, Gorica, Ljubljana, 1902–1907, 1901–14, 1920–22. Ur. Anton Dermota, Henrik Tuma idr.
- Slovan. Ljubljana, 1902–17. Ur. Fran Govekar, Fran Ilešič, Oton Župančič idr.
- Domači prijatelj. Praga, 1904–15. Ur. Zofka Kveder.
- Književni jug. Zagreb, 1918–19. Ur. Niko Bartulović, sodelovali tudi slovenski pisatelji.
- Svoboda. Ljubljana, 1919–20. Ur. Fran Albreht.
- Mladika. Gorica, Prevalje, Celje, 1920–41. Ur. France Bevk, Fran S. Finžgar idr.
- Zrnje. Maribor, 1920–28.
- Jadranka. Trst, 1921–23.
- Kres. Ljubljana, 1921–23. Ur. Karlo Kocjančič.
- Rdeči pilot. Ljubljana, 1922. Ur. Anton Podbevšek.
- Slovenka. Gorica, 1922–23.
- Trije labodje. Ljubljana, 1922. Ur. Marij Kogoj, Anton Podbevšek, Josip Vidmar.
- Vigred. Ljubljana, 1923–43.
- Ženski svet. Trst, Ljubljana, 1923–41. Ur. Pavla Hočevar, Olga Grahor.
- Gruda. Ljubljana, 1924–41.
- Križ na gori. Ljubljana, 1924–27. Ur. Anton Vodnik.
- Mladina. Ljubljana, 1924–28. Ur. Alfonz Gspan, Vinko Košak, Bratko Kreft idr.
- Pod lipo. Ljubljana, 1924–26.
- Kritika. Ljubljana, 1925–27. Ur. Josip Vidmar.
- Razgled. Ljubljana, 1927–28. Ur. Pavel Debevec.
- Tank. Ljubljana, 1927. Ur. Ferdo Delak.
- Križ. Ljubljana, 1928–30. Ur. Edvard Kocbek, Janko Šolar.
- Svobodna mladina. Ljubljana, 1928–29. Ur. Alfonz Gspan, Ludvik Mrzel, Vinko Košak.
- Družina. Gorica, 1929–30.
- Modra ptica. Ljubljana, 1929–41. Ur. Janez Žagar.
- Odmevi. Ljubljana, 1929/30, 1931/33. Ur. Radivoj Peterlin.
- Svoboda. Ljubljana, 1929–36.
- Književnost. Ljubljana, 1932–35. Ur. Bratko Kreft.
- Sodobnost. Ljubljana, 1933–41. Ur. Josip Vidmar, Ferdo Kozak idr.
- Piramida. Maribor, 1936–37.
- Cankarjev glasnik. Cleveland, 1937–43. Ur. Etbin Kristan, Ivan Jontez.
- Vzajemna svoboda. Maribor, 1937–40.
- Dejanje. Ljubljana, 1938–41. Ur. Edvard Kocbek.
- Obzorja. Maribor, 1938–40. Ur. Vladimir Kralj, Ivan Dornik.
- Dolomitska zvezda. 1943 (partizanski glasilo). Ur. Karel Grabeljšek, France Vreg, Bogo Flander.
- Setev. Ljubljana, 1943 (ilegalno lit. glasilo – tipkopis). Ur. Tone Seliškar, Matej Bor.
- Novi svet. Ljubljana, 1946–52. Ur. Juš Kozak, Ferdo Kozak.
- Razgledi. Trst, 1946–55.
- Nova obzorja. Ljubljana, Maribor, 1948–64. Ur. Anton Ingolič, Jože Košar idr.
- Svoboda. Celovec, 1948–54.
- Borec. Ljubljana, 1949–.
- Beseda. Ljubljana, 1951–57. Ur. Ivan Minatti, Matija Mejak, Ciril Zlobec, Janko Kos idr.
- Dolenjska prosveta. Novo mesto, 1935–55.
- Naša sodobnost. Ljubljana, 1953–62. Ur. Ferdo Kozak, Boris Ziherl, Drago Šega.
- Obzornik. Ljubljana, 1953–.
- Sidro. Trst, 1953.
- Bori. Koper, 1954–55.
- Mladika. Gorica, Trst, 1957–.
- Svit. Maribor, 1952–54.
- Svet ob Muri. Murska Sobota, 1956–58.
- Revija 57. Ljubljana, 1957–58. Ur. Vital Klabus, Veno Taufer.
- Perspektive. Ljubljana, 1960–64. Ur. Janko Kos, Dominik Smole, Primož Kozak, Veljko Rus, Taras Kermauner, Dane Zajc.
- Problemi. Ljubljana, 1962–. Ur. Vladimir Kavčič, Niko Grafenauer, Franci Zagoričnik idr.
- Le livre slovène. Ljubljana, 1963–.
- Sodobnost. Ljubljana, 1963– (prej Naša sodobnost). Ur. Drago Šega, Mitja Mejak, Ciril Zlobec.
- Most. Trst, 1964–.
- Dialogi. Maribor, 1965–. Ur. France Filipič, Bruno Hartman, Janez Rotar, Janez Švajncer idr.
- Kaplje. Idrija, 1966–72.
- Odsevi. Slovenj Gradec, 1966–69, 1972.
- Zaliv. Trst, 1966–.
- Snovanja. Kranj, 1967–.
- Dolenjski razgledi. Novo mesto, 1968–.
- Prostor in čas. Maribor, Ur. Janez Gradišnik, Vladimir Kavčič.
- Listi. Jesenice, 1970–.
- Primorska srečanja. Koper, 1977–.
- Mentor. Ljubljana, 1978–.
- Odsevanja. 1979–.
- Stopinje. Ilirska Bistrica, 1983–2000.
- Fontana: Revija za književnost in kulturo. Koper, 1986–.
- Literatura. Ljubljana, 1989–.
- Revija Srp: Svoboda, Resnica, Pogum. Ljubljana, 1993–.
- Locutio: Četrtletnik. Maribor 1993–1996. Ur. Marjan Pungartnik.
- Apokalipsa: Revija za preboj v živo kulturo. Ljubljana, 1994–.
- Locutio: Prva slovenska on-line revija. Maribor 1995– Ur. Marjan Pungartnik.
- Poetikon: Revija za poezijo in poetično. Ljubljana, 2005- Ur. Ivan Dobnik.
- Liter jezika: literarno-jezikoslovna revija študentk in študentov Filozofske fakultete Univerze v Mariboru Oddelka za slovanske jezike in književnosti. Maribor, 2010-. Ur. Nina Ditmajer, Tonja Jelen, Denis Škofič, David Kunstek Kneževič, Viktorija Aleksovska (2010-2013)
- November: Literarna revija, 2019–.
- Novi zvon: Literarna revija Oddelka za primerjalno književnost in literarno teorijo. Ljubljana, 2012- Ur. Gaja Jezernik Ovca, Nina Kremžar
- Spirala: Revija za literaturo. Splošna knjižnica Slovenske Konjice, 2015–. Ur. Aleš Jelenko, Tonja Jelen, Maja Furman, Ana Miličevič in Renata Klančnik.
- Supernova: Revija za spekulativno fikcijo. Celjsko literarno društvo, 2016– Ur. Bojan Ekselenski.
- Provinca: Revija za umetnost in dialog kultur. Zavod Volosov hram, 2015–. Ur. Robert Titan Felix, Aleksandra Jelušič Pika, Milan Petek Levokov, Aleš Jelenko, Stela Kovač Bosilkovska.
- November: Literarni časopis. Nova Gorica, 2019–.